# Conan Osíris
Tiago Miranda, känd som Conan Osíris, född 5 januari 1989, är en portugisisk sångare och låtskrivare. Han representerade Portugal i Eurovision Song Contest 2019 med låten "Telemóveis". Hans artistnamn är baserat på den antika egyptiska guden Osiris och den japanska serien Mirai shōnen Conan, av Hayao Miyazaki.